# José Manuel Albares
José Manuel Albares Bueno (Madrid, 22 de marzo de 1972) es un diplomático y político español que ejerce como ministro de Asuntos Exteriores, Unión Europea y Cooperación del Gobierno de España desde el 12 de julio de 2021. Diputado del PSOE por Madrid en el Congreso de los Diputados en la XV legislatura.

## Biografía
Nacido el 22 de marzo de 1972 en Madrid, de familia humilde, se licenció en Derecho y se diplomó en Ciencias Empresariales en la Universidad de Deusto. Durante su carrera universitaria, realizó un intercambio Erasmus en la Universidad de París 1 Panthéon-Sorbonne. Es diplomado de la  XXXIII promoción del Curso de Defensa Nacional en el CESEDEN y máster en Gestión Cultural en el Exterior por la Universidad Carlos III en colaboración con la Escuela Diplomática. Fundó y coordinó el Círculo de Reflexión Internacional en Madrid.
Diplomático de carrera, ha estado destinado en Colombia, Francia y en la Representación Permanente de España ante la OCDE. En su destino en la OCDE, fue elegido vicepresidente del Comité de Ayuda al Desarrollo (CAD). 
Fue asesor en materia de relaciones internacionales de Pedro Sánchez durante la primera etapa de este como líder del Partido Socialista Obrero Español, tras la llegada de este a la Presidencia del Gobierno en junio de 2018, lo nombró secretario general de Asuntos Internacionales, Unión Europea, G20 y Seguridad Global, con rango de subsecretario. Albares, que abandonó su puesto como consejero cultural en la embajada española en París al asumir el cargo, tomó posesión el 21 de junio.
Posteriormente, fue nombrado embajador del Reino de España ante República francesa en febrero de 2020 y ante el Principado de Mónaco en mayo de 2020. Durante esta etapa, fue distinguido con el premio a «Personalidad española en Francia 2020» por la Cámara Oficial de Comercio de España en Francia.
En marzo de 2020, fue elegido para redactar la ponencia en materia de relaciones internacionales y Unión Europea de la ponencia marco del PSOE para el XL Congreso, que se celebró en Valencia entre el 15 y el 17 de octubre de 2021. En ese Congreso fue elegido miembro del Comité Federal del PSOE.
En las elecciones generales del 23 de julio de 2023 formó parte de la lista del PSOE por Madrid al Congreso de los Diputados, consiguiendo el escaño. El 17 de agosto de 2023 prometió el cargo de diputado durante la sesión constitutiva de la XV Legislatura. Abandonó su escaño en el Congreso el 6 de diciembre de 2023, siendo sustituido por Zaida Cantera de Castro.

## Ministro de Asuntos Exteriores
El 10 de julio de 2021 fue propuesto por el presidente del Gobierno, Pedro Sánchez, como ministro de Asuntos Exteriores de España, tomando posesión del cargo ante el rey Felipe VI el 12 de julio de 2021.En el tercer gobierno de Pedro Sánchez fue nuevamente confirmado como ministro de Asuntos Exteriores, Unión y Cooperación de España, tomando posesión del cargo el 21 de noviembre de 2023.

### Acuerdo UE-Reino Unido en relación con Gibraltar
El ministro Albares realizó su primer viaje oficial tras su nombramiento a Reino Unido, donde se reunió con su homólogo. Además de las relaciones bilaterales, trataron la aplicación del Acuerdo Comercial y de Cooperación y del Acuerdo de Retirada, así como la negociación que se abriría próximamente entre el gobierno británico y la Comisión Europa sobre Gibraltar.  En numerosas ocasiones Albares afirmó que España tenía la voluntad de que se alcanzase un buen acuerdo en relación con Gibraltar para la prosperidad compartida del Campo de Gibraltar.  A lo largo de los meses de negociaciones el ministro Albares se reunió en distintas ocasiones con los alcaldes de la zona, la Junta de Andalucía y los agentes económicos y sociales.  En abril y mayo de 2024, Albares se reunió en Bruselas con el vicepresidente de la Comisión, Maros Sefcovic, y con su homólogo del Reino Unido, David Cameron, para culminar el acuerdo, pero finalmente no se logró.  Tras varias reuniones con el nuevo Secretario de Estado británico, David Lammy, el 12 de junio de 2025, Albares junto con Maros Sefcovic alcanzaron el acuerdo político definitivo en relación con Gibraltar, calificado de histórico.  La principal novedad del acuerdo es que desaparece la Verja. Otras de las novedades es que España realizará los controles Schengen en el puerto y el aeropuerto de Gibraltar, asumiendo un papel fundamental en la gestión de las entradas y salidas del Peñón hacia el espacio europeo. 

### Operaciones de evacuación desde Ucrania, Sudán, Níger, Tel Aviv, Gaza, Líbano, Israel e Irán .
El 26 de febrero de 2022, tras el inicio de la invasión rusa a Ucrania, Albares informó de que la embajadora y lo que quedaba de personal de la Embajada, tras haber sido reducida al mínimo esencial, habían salido en un convoy con dirección a la frontera polaca, junto con un centenar de españoles que aún quedaban en Ucrania.  Al día siguiente, agradeció en redes sociales "Enhorabuena a los GEO, al personal de la embajada en Kiev y a nuestra embajadora en Ucrania por la exitosa evacuación de aquellos españoles que la habían solicitado" 
En abril de 2023, España organizó la evacuación de los españoles atrapados en Sudán tras el inicio de combates en la capital del país, Jartum, entre el Ejército del país y los paramilitares de las Fuerzas de Apoyo Rápido. El 23 de abril, convocó al gabinete de crisis para coordinar el operativo llevado a cabo entre los ministerios de Asuntos Exteriores y Defensa. Al día siguiente, aterrizaron en la base de Torrejón de Ardoz los treinta y cuatro españoles, incluyendo al personal de la Embajada de España en Sudán, y nacionales de otros países, donde fueron recibidos por el ministro Albares.
En agosto de 2023, tras el golpe de Estado en Níger, se organizó la evacuación de los españoles en el país debido a la ausencia de vuelos comerciales por el cierre del espacio aéreo. Los primeros españoles evacuados, gracias a la colaboración con Francia, llegaron a España el 3 de agosto. El ministro agradeció a Francia la cooperación y aseguró que «seguimos trabajando sobre el terreno para el resto de nuestros compatriotas». El 4 de agosto concluyó con éxito la operación de evacuación con la llegada a Torrejón de Ardoz de una veintena de españoles y más de cincuenta personas de otras diecisiete nacionalidades.
En octubre de 2023, tras los ataques de Hamás a Israel, Albares anunció la evacuación de los españoles en Israel. El 12 de octubre, el ministro anunció que concluía la evacuación de más de 400 personas de Israel en aviones del Ejército del Aire. 
El 13 de noviembre de 2023, el ministro Albares aseguró que el primer contingente de hispano-palestinos estaban siendo evacuados desde Gaza.  «Los primeros hispano-palestinos han cruzado el punto de control palestino. Hay un doble punto de control. Uno palestino y después uno egipcio. Están ya en el punto de control egipcio para ya entrar definitivamente a Egipto». Según el ministro, esta operación de evacuación organizada por el Ministerio de Asuntos Exteriores, Unión Europea y Cooperación fue especialmente compleja. 
En octubre de 2024, también estuvo al frente de la operación de evacuación de los ciudadanos españoles en Líbano tras el inicio de la invasión israelí del Líbano. En total, más de 200 españoles, familiares y otros ciudadanos de países de la Unión Europea fueron repatriados. 
En diciembre de 2024, lideró la evacuación de 26 españoles y familiares sirios, incluido el personal de la Embajada de España en Siria, tras el inicio de la ofensiva para hacer caer el régimen de Assad.  La evacuación se realizó de manera terrestre mediante Líbano.
Debido al empeoramiento de la situación en Oriente Medio en junio de 2025, el ministro Albares coordinó la operación de evacuación de ciudadanos españoles desde Irán e Israel.  El 20 de junio de 2025 el ministro anunció que 40 españoles habían salido con éxito de Irán a través de la frontera con Armenia, desde donde volaron a España. Al día siguiente, llegaron a la base aérea de Torrejón de Ardoz 200 españoles evacuados desde Israel. 

### Lenguas oficiales de España en la Unión Europea
El Ministro Albares envió en septiembre de 2022 la primera carta a la presidenta del Parlamento Europeo, Roberta Metsola, pidiendo que el catalán, el euskera y el gallego pudieran ser usados en los plenos del Parlamento Europeo.  Desde ese momento, ha reiterado esa petición mediante cartas posteriores y en las distintas reuniones que han celebrado.  Además, José Manuel Albares lleva años trabajando por la oficialidad de las lenguas españolas en la Unión Europea. En distintas ocasiones, Albares ha pedido en sede parlamentaria un pacto a todos los partidos políticos para alcanzar este objetivo.  El 26 de mayo de 2025, Albares defendió que España ha presentado una propuesta sólida para la consecución del objetivo de la oficialidad del catalán, el euskera y el gallego. En un artículo publicado en La Vanguardia, el ministro Albares afirmaba que "La identidad nacional española es plurilingüe. Las lenguas no dividen, las lenguas son puentes; los españoles vivimos y convivimos en español, en catalán, en euskera, en gallego" , "Para el Gobierno de España, proteger y promover nuestras lenguas es, por lo tanto, una obligación, una respuesta a este mandato constitucional." , "El camino a la oficialidad lo tenemos que hacer juntos; tenemos que impulsarlo, en España y en Europa, todos los partidos políticos y grupos parlamentarios. Tenemos que hacerlo unidos en defensa de nuestra Constitución y desde el orgullo de nuestra identidad nacional."  Albares ha publicado en distintas ocasiones tuits o artículos en catalán, euskera y gallego. 

### Política Exterior Feminista
El ministro José Manuel Albares ha destacado la Política Exterior Feminista como una seña de identidad de España.   Ha afirmado que España promueve la igualdad de género y defiende los derechos de las mujeres y las niñas en todas la partes del mundo, en todos los ámbitos y en todas las circunstancias.  En diciembre de 2023, por primera vez en la historia de España, Albares nombró a dos mujeres Embajadoras en Estados Unidos y en China. 

### Relaciones con Marruecos y crisis con Argelia
Durante sus primeros días al frente del Departamento de Exteriores, consiguió rebajar las tensiones con Marruecos y recomponer las relaciones, que se habían deteriorado al permitir España, por razones humanitarias, que el líder saharaui, Brahim Gali, recibiese tratamiento médico en un hospital de Logroño. Prueba de ello fueron las declaraciones del rey de Marruecos, Mohamed VI, quien aseguró, en agosto de 2021, que quería «inaugurar una etapa inédita» en las relaciones de los dos países.. La Reunión de Alto Nivel entre España y Marruecos, celebrada el 2 de febrero de 2023, consolidó la nueva etapa de la relación bilateral con la firma de más de una veintena de acuerdos. España y Marruecos acordaron avanzar en materia migratoria desde una óptica constructiva con proyectos de migración circular; en una nueva asociación económica avanzada, con un protocolo financiero dotado de hasta 800 millones de euros. También refuerzan su colaboración en los ámbitos de la cultura, la educación y la formación profesional y la enseñanza superior.
El 14 de marzo de 2022, el presidente Sánchez remitió una carta al rey de Marruecos en la que, en relación con el conflicto del Sahara Occidental, afirmaba que la propuesta de autonomía formulada por Marruecos en 2007 era la opción «más seria, creíble y realista» para resolver el conflicto en el Sáhara Occidental. Esta toma de partido de España en favor de Marruecos fue ampliamente criticada por Argelia, que decidió llamar a consultas a su embajador en Madrid. Pocos días después, Argel suspendió el Tratado de Amistad, Buena Vecindad y Cooperación con España por su «injustificable postura sobre el Sáhara». Horas más tarde, la asociación bancaria argelina anunció que también bloquearía todas las domiciliaciones bancarias para cualquier tipo de operaciones con España. En contraste, Argelia decidió dar prioridad a su relación comercial con Italia en detrimento de su relación con España. Esa decisión ha supuesto pérdidas para España valoradas en varios miles de millones de euros.
Poco después de iniciarse la crisis con Argelia, Albares viajó a Bruselas para recabar el apoyo de la Unión Europea. El gobierno argelino lo criticó duramente ya que, en su opinión, esas consultas «plantean interrogantes sobre las capacidades de un diplomático indigno de este gran país mediterráneo y de su gran gente que siempre ha inspirado respeto» Además, en un artículo de opinión de la agencia oficial de prensa del gobierno argelino (APS), se tachó al diplomático español de «pseudoministro», «indigno de su cargo» e incluso «fulano», calificativos todos ellos que demuestran el rechazo de Argelia a la postura del gobierno español en su conjunto y a la de Albares en particular.
El 23 de marzo de 2022, Albares se presentó ante el Congreso de los Diputados para explicar el giro radical de la política oficial española en relación con la situación política del Sáhara Occidental. Albares trató de justificar este cambio en la «necesaria nueva etapa tras la grave crisis» del pasado año, en referencia al incidente en el cual Marruecos permitió una entrada multitudinaria de migrantes a Ceuta. El ministro fue criticado por todos los partidos políticos presentes en el Congreso.
Albares ha declarado en distintas ocasiones que «España quiere la mejor relación con Argelia», dejando claro que esto «no tiene que ser excluyente con la nueva etapa de las relaciones con Marruecos». «Lo que nosotros deseamos es tener las mejores relaciones con Argelia, con el Gobierno de Argelia y con el pueblo de Argelia». «Unas relaciones mutuamente beneficiosas, basadas en el respeto mutuo, en el beneficio mutuo, en la no injerencia en asuntos internos».
A principios de noviembre de 2023 se conoció que Argelia había solicitado el plácet para su nuevo embajador en Madrid, Abdelfetah Dahgmoum  recuperando las relaciones diplomáticas con España. El Gobierno español aprobó el beneplácito al nuevo jefe de misión de Argelia en el Consejo de Ministros del 14 de noviembre de 2023.  El 6 de noviembre de 2024, el Gobierno argelino decidió poner fin a las restricciones que desde junio de 2022 pesaban sobre las transacciones comerciales con España. Estas restricciones han tenido un impacto muy acusado, reduciendo las exportaciones desde los 3696 millones de euros de 2014 a los 332 millones de 2023.
En febrero de 2025, en los márgenes de la reunión ministerial de Exteriores del G20 en Sudáfrica, Albares se reunió con su homólogo de Argelia. En marzo de 2025 el presidente argelino Tebboune habló de España como «país amigo» y afirmó que «nuestra relación con España volvió a la normalidad». 
En relación con Marruecos, Albares se reunión con su homólogo marroquí Bourita el 17 de abril de 2025 en Madrid. Ambos ministros destacaron que las relaciones entre España y Marruecos están en su mejor momento histórico.

### Gestión de la crisis de Afganistán
Compareció por primera vez en la Comisión de Asuntos Exteriores del Congreso de los Diputados el 30 de agosto de 2021, para dar cuenta de sus primeras decisiones al frente del Departamento, las líneas generales que va a desarrollar y la crisis de Afganistán. En su comparecencia, reveló que el 15 de julio de 2021 su Departamento, a través de la Embajada en Afganistán, alertó y recomendó a la colonia española en dicho país para que lo abandonase, lo que permitió que, cuando estalló la crisis afgana, solamente quedaran, además del personal diplomático y de seguridad, cinco nacionales. También anunció que el Gobierno no tenía intención de reconocer al nuevo gobierno talibán y que seguirían sacando gente de Afganistán por otros medios. En octubre de 2021, en una operación conjunta con el Ministerio de Defensa, el Gobierno evacuó a través de Pakistán a más de 240 colaboradores y sus familias. En agosto de 2022, concluyó una nueva operación de evacuación con la llegada a Torrejón de Ardoz, en un vuelo fletado por el Gobierno, de 294 colaboradores afganos de España. José Manuel Albares subrayó que «las distintas operaciones han sido posibles gracias a la colaboración con sus colegas de los ministerios de Defensa, de Interior, de Inclusión, Seguridad y Migraciones, de Sanidad y de la Presidencia».

### Política exterior, política de Estado

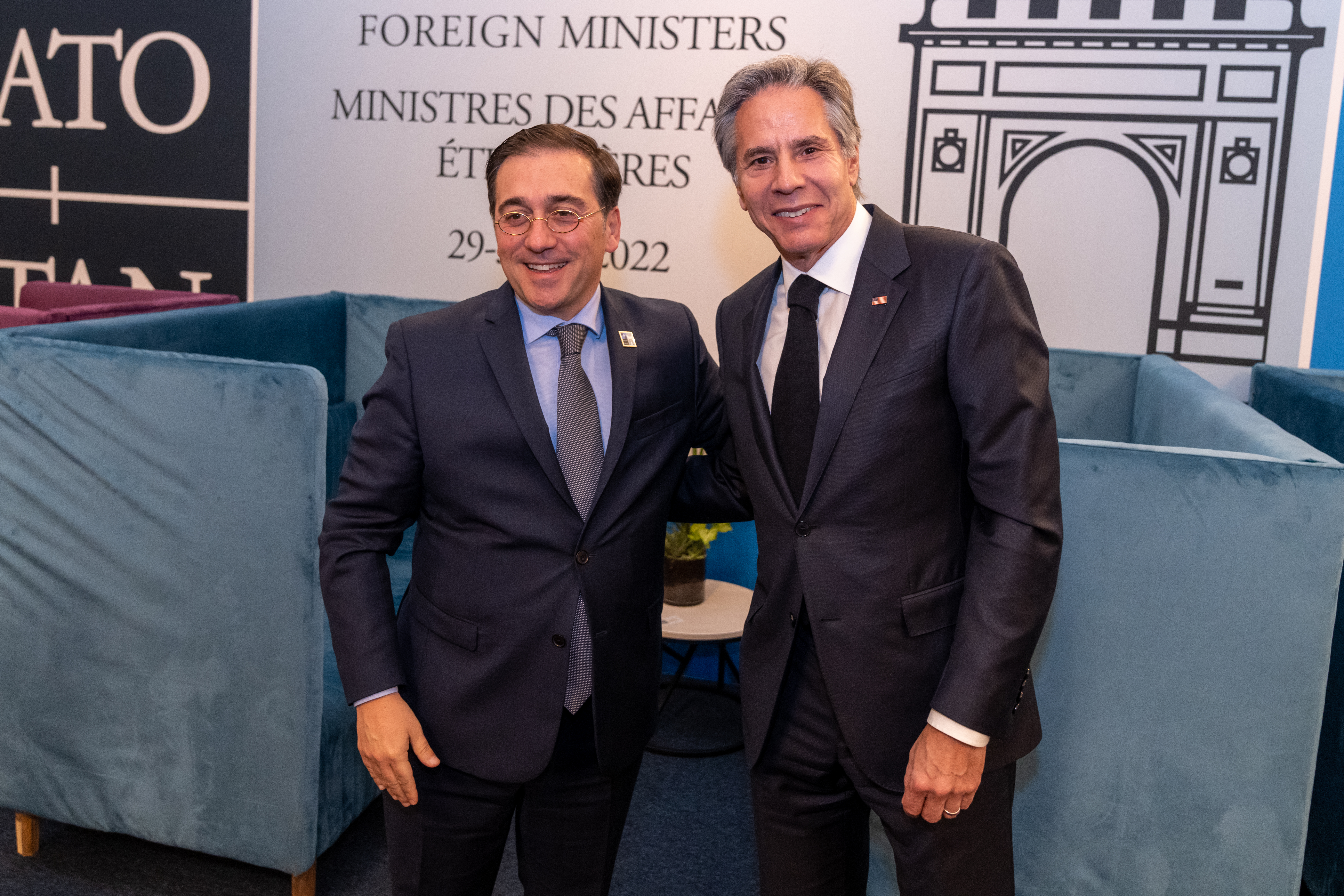
El secretario de Estado Antony J. Blinken con el ministro de Asuntos Exteriores de España, José Albares, en Bucarest (Rumania), el 30 de noviembre de 2022

En cuanto a política general, reclamó a la oposición que tratase a la política exterior como una «política de Estado» y respecto a la reestructuración que llevó a cabo en el Ministerio nada más tomar posesión del cargo, afirmó que uno de sus objetivos era potenciar la política sobre el norte de África, el Sahel e Iberoamérica, destacando sobre esta última que considera «a todos los países de Iberoamérica igualmente importantes, independientemente de su tamaño o peso económico».
Como responsable de Exteriores garantizó la permanencia en España de la Organización Mundial del Turismo (OMT). Desde hacía unos meses, se había rumoreado que Arabia Saudí planeaba realizar una propuesta para trasladar dicha sede a su país y que el entonces secretario general, Zurab Pololikashvili, lo vería con buenos ojos. A pesar de ser solo rumores y del silencio del Secretario General al respecto, el Gobierno, encabezado por el ministro, llevó a cabo una ofensiva diplomática consistente en concretar la promesa existente de dar a la OMT una nueva sede y una serie de consultas con embajadores de distintos países que permitieron a España garantizar una minoría de bloqueo con países europeos e iberoamericanos en caso de concretarse la propuesta saudita. Finalmente, Arabia Saudita comunicó al Gobierno de España que no presentaría candidatura alguna.

### Guerra en Ucrania
En relación con la crisis de ruso-ucraniana iniciada en 2021, a principios de 2022 el ministro declaró que el gobierno español apostaba por el diálogo como característica diferencial de la política exterior europea pero que «había que ser muy claro [con Rusia], diálogo no es negociación. No podemos aceptar cosas que son inaceptables», «nadie puede marcar quién puede ser miembro y quien no de una organización internacional» –en relación con la posible adhesión de Ucrania a la OTAN o a la Unión Europea–. El ministro Albares viajó a Kiev el 2 de noviembre de 2022 para hacer entrega de treinta ambulancias de España y trasladar el apoyo de España al pueblo y gobierno de Ucrania. Se reunió con su homólogo Dmitró Kuleba y con el presidente Zelenski. En noviembre de 2022, Kuleba, le entregó la Orden del Príncipe Yaroslav el Sabio «por su defensa y apoyo a Ucrania».

### Presidencia española del Consejo de la Unión Europea 2023
El 5 de septiembre de 2022, compareció en la Comisión Mixta para la Unión Europea para explicar los preparativos de la Presidencia española del Consejo de la Unión Europea, en el segundo semestre de 2023. Explicó que los ejes de trabajo que articularán la presidencia española del Consejo serán la transición ecológica, la transformación digital y el pilar social de la Unión. A estos se le añade como asuntos prioritarios la autonomía estratégica, la recuperación económica y la seguridad energética, así como las respuestas a la crisis migratoria, la guerra en Ucrania y la pandemia de la COVID.
El 29 de junio de 2023, dos días antes de iniciarse la Presidencia Española del Consejo de la Unión Europea, presentó ante los Embajadores europeos acreditados en España las perspectivas de la Presidencia: reindustrializar la Unión Europea, avanzar en la transición ecológica y medioambiental, avanzar en una mayor justicia social y económica, y reforzar la unidad europea.

### Nueva Ley de Cooperación para el Desarrollo Sostenible y la Solidaridad Global
Impulsó la aprobación de la nueva Ley de Cooperación para el Desarrollo Sostenible y la Solidaridad Global, que contó con el apoyo de una amplia mayoría en la votación en el Congreso de los Diputados celebrada el 24 de noviembre de 2022, y con el voto positivo de todos los grupos políticos menos el grupo parlamentario VOX en la votación en el Senado en diciembre de 2022 . Albares agradeció en el Senado el respaldo mayoritario de los grupos parlamentarios, incidiendo en que el Gobierno había tendido la mano desde el primer momento para sacar adelante una norma que es «una ley de todos», no del Ejecutivo, y que era reclamada por el sector de la cooperación desde hace tiempo. «La cooperación es una política de Estado» y por eso el Gobierno tenía claro que «esta era una ley de Estado y había que hacer el esfuerzo de sumar a todos», afirmó.
La nueva Ley de Cooperación fue aprobada de forma definitiva el 9 de febrero de 2023 por el Pleno del Congreso de los Diputados por todos los grupos políticos menos uno, y entró en vigor el 21 de febrero de 2023. La norma incorpora la reivindicación histórica de la sociedad española de dar rango legal al compromiso de alcanzar en 2030 el 0,7% de la renta nacional bruta destinada a la Ayuda Oficial al Desarrollo, la Agenda 2030 y sus Objetivos de Desarrollo Sostenible, el Acuerdo de París contra el cambio climático, o el marco de cooperación de la Unión Europea. Asimismo, la Ley 1/2023 pone el foco en la importancia de la labor de las personas cooperantes, de la AECID como pilar institucional de la acción de cooperación, y refuerza la cooperación financiera y los demás instrumentos de financiación para el desarrollo sostenible.

### Guerra en Gaza y reconocimiento del Estado de Palestina por España
Después del ataque de Hamás del 7 octubre contra Israel, Albares condenó lo que calificó como «gravísimos ataques terroristas contra Israel». El ministro informó el 5 de diciembre de 2023 en el Congreso de los Diputados sobre la situación en Israel, Gaza y Oriente Medio y defendió la postura de España en el conflicto. Condenó con rotundidad el ataque, y pidió a Israel respeto al Derecho Internacional Humanitario. «Lo que nosotros buscamos desde luego es ayudar a que la paz, la estabilidad, la prosperidad regrese a Oriente Medio», afirmó. El 23 de enero de 2024 realizó un viaje a la región, visitando Líbano e Irak. Calificó a Líbano como un país «fundamental para contener la espiral de violencia» en la región. Además, pidió un alto el fuego inmediato y permanente y la celebración de la conferencia de paz propuesta por España para la materialización de la solución de dos Estados, con el reconocimiento de un Estado palestino viable.  
En relación con la guerra de Gaza, tanto en octubre de 2023 como en enero de 2024, Albares declaró que España dejó de exportar armas a Israel a partir del 7 de octubre de 2023, pero según los datos que figuran en el portal oficial de comercio exterior Comex analizados por el Centre Delàs mostraban que las licencias para dichas ventas no habían sido revocadas, permitiendo la exportación de armas por un importe de 987 000 euros en noviembre. El 12 de febrero de 2024 el Ministerio de Asuntos Exteriores de España publicó un comunicado informando «de que desde el 7 de octubre de 2023 no se ha autorizado ninguna operación de venta de armamento a Israel». Posteriormente se conoció que durante el mes de diciembre España había enviado a Israel «estabilizadores de bombas de aviación» por un valor 125 240 euros. Lo que da a entender que si bien no se han aprobado nuevas operaciones de venta, todas las exportaciones de armamento a Israel aprobadas antes del inicio del conflicto se acabarán enviando.
El lunes 4 de marzo, Albares anunció que España había iniciado los trámites para sancionar a un «primer grupo de doce colonos israelíes violentos» en Cisjordania, al igual que ya han hecho otros países como Francia y Estados Unidos, también solicitó en nombre de España a la Unión Europea que siga aportando fondos a la Agencia de Naciones Unidas para los Refugiados de Palestina en Oriente Próximo (UNRWA).
El 6 de junio, José Manuel Albares, anunció que España se sumará al procedimiento iniciado por Sudáfrica contra Israel en la Corte Internacional de Justicia por genocidio. Según afirmó «Tomamos esta decisión ante la continuación de la operación militar en Gaza», también destacó que «Esta decisión se sustancia en un documento, la memoria interpretativa, en el que España expresa su intención de intervenir en el procedimiento y suministrar apoyo a la labor del tribunal y muy especialmente a las medidas cautelares que tienen que aplicarse».

#### Grupo de Madrid
El 28 de mayo de 2024, España reconoció el Estado de Palestina.  A España se sumaron otros países europeos: Irlanda, Eslovenia y Noruega.  Al día siguiente, los ministros de Exteriores de países árabes e islámicos, visitaron Madrid para mantener una reunión con el ministro de Exteriores, José Manuel Albares, y el presidente del Gobierno, Pedro Sánchez. 
El 13 de septiembre de 2024, el ministro Albares volvió a reunir en Madrid al grupo euro-árabe-islámico para impulsar la aplicación de la solución de dos Estados.  En la Declaración de Madrid al término de la reunión, los ministros reafirmaron el compromiso con la paz y la estabilidad en Oriente Medio. El trabajo del grupo preparaba el debate previsto en un evento de Alto Nivel en los márgenes de la Asamblea General de las Naciones Unidas el 26 de septiembre. 
El 25 de mayo de 2025, Madrid volvió a acoger una nueva reunión del Grupo de Madrid, a la que asistieron más de 20 países y organizaciones internacionales para avanzar en la implementación de la solución de dos Estados y para parar la guerra en Gaza.  Albares pidió el embargo de la venta de armas a Israel y sanciones, además de exigir la entrada inmediata de ayuda humanitaria masiva a Gaza.  Muchos países árabes, como Egipto, Arabia Saudí, Jordania  o Palestina  han agradecido a España su liderazgo por la paz en Oriente Medio. España también publicó una declaración conjunta junto a Eslovenia, Noruega e Irlanda coincidiendo con el primer aniversario del reconocimiento del Estado de Palestina reafirmando su compromiso con la implementación de la solución de dos Estados.

## Distinciones y Condecoraciones
- Encomienda de la Orden de Isabel la Católica (2019)
- Gran Cruz de la Orden al Mérito por Servicios Distinguidos (Perú, 2018).[119]
- Premio a «Personalidad española en Francia 2020» por la Cámara Oficial de Comercio de España en Francia.
- Gran Cruz de la Orden al Mérito (Italia, 2021).
- Gran Cruz de la Orden de la Estrella Polar (Suecia, 2021).
- Gran Cruz de la Orden de San Carlos (Colombia, 2022).[120]
- Gran Cruz de la Orden del Mérito (Alemania, 2022).
- Medalla del Príncipe Yaroslav el Sabio de tercera clase (Ucrania, 2022).[121][122]
- Gran Cruz de la Orden de Boyacá (Colombia).[123]
- Gran Cruz de la Orden de Dannebrog (Dinamarca, 2023)
- Medalla de la Foreign Policy Association (2024) [124]
- Gran Oficial de la Orden Nacional Estrella de Rumanía (2024)[125]
- Gran Cruz de la Orden de la Estrella de la República de Italia (2024)